# Фабіо Луїзі
Фабіо Луїзі (італ. Fabio Luisi; 17 січня 1959, Генуя) — італійський диригент.

## Загальні відомості
Фабіо Луїзі здобув музичну осівту в консерваторії імені Нікколо Паганіні в Генуї по класу фортепіано Мемі Скьявіна. Після її завершення продовжив навчання як піаніст у Альдо Чікколіні і як диригент у Антоніо Баккеллі. Навчання диригуванню продовжив у Милана Хорвата в музичному університеті Граца, водночас працюючи піаністом-акомпаніатором.
Його дебют як диригента відбувся 1984 року в Оперному театрі Ґраца. В 1990—1995 роках очолював симфонічний оркестр в Ґраці, у 1995—2000 роках був художнім керівником віденського Тонкюнстлер Оркестру.
2005—2013 — головний диригент Віденського симфонічного оркестру.
2007—2010 — головний диригент Саксонської державної капели (Дрезден).
2010 року Фабіо Луїзі став головним запрошеним диригентом нью-йоркського Метрополітен-опера, замінивши Валерія Гергієва, а через рік став головним диригентом цього театру.
2012 року — музичний керівник Цюрихського оперного театру.
Фабіо Луїзі відомий як інтерпретатор опер Джузеппе Верді, а також музики пізнього німецького романтизму, зокрема Малера, Брукнера, Вагнера і Штрауса.
2013 року Луїзі став володарем премії «Греммі» в номінації «Найкращий оперний запис» за запис двох опер з вагнерівської тетралогії «Перстень Нібелунга» з трупою Метрополітен-опера.

## Нагороди
- Австрійський почесний знак «За науку і мистецтво» (2002)
- Орден «За заслуги перед Італійською Республікою» (2006)
- Командор Зірки італійської солідарності (2007)